# Amy Ried
Amy Ried (Francoforte sul Meno, 15 aprile 1985) è un'ex attrice pornografica e regista pornografica statunitense.

## Biografia e carriera pornografica
Amy Reid è nata a Francoforte da una famiglia di militari ed i suoi genitori sono tornati negli Stati Uniti quando lei aveva un anno. Dopo aver studiato per due anni Ingegneria all'università di Pomona, si è trasferita a Los Angeles per lavorare in un'azienda farmaceutica.
Ha debuttato nell'industria pornografica con Young Ripe Mellons 7 nel 2005. L'anno successivo ha eseguito la sua prima scena di sesso anale in Weapons of Ass Destruction 5 di Jules Jordan. Nell'ottobre 2007, la Reid ha firmato un contratto in esclusiva con la Third Degree Films, società specializzata nel genere gonzo e diventando la prima artista in esclusiva della società. Nonostante il contratto prevedesse diversi anni di accordo, Amy lo sciolse dopo uno solo.
Si è ritirata nel 2015, con oltre 400 scene girate e 3 dirette, oltre ad aver ottenuto 3 AVN e 1 F.A.M.E. Awards.

## Riconoscimenti
- AVN Awards
  - 2007 – Best Anal Sex Scene (video) in Breakin' 'Em In 9 con Vince Vouyer[10]
  - 2007 – Best Tease Performance in My Plaything: Amy Ried[11]
  - 2010 – Best Couples Sex Scene (film) per 30 Rock: A XXX Parody con Ralph Long[12]

F.A.M.E. Award
- 2007 – Favorite Female Rookie(Fan Award)[13]

## Filmografia

### Attrice
- O Ring Blowout (2005)
- Pussyman's Decadent Divas 27 (2005)
- Sensual Image (2005)
- Strap it On 2 (2005)
- Tongues and Twats 2 (2005)
- Vouyer Vision 2 (2005)
- Young Ripe Mellons 7 (2005)
- Addicted 2 (2006)
- Addicted to Boobs 1 (2006)
- Afterhours: Valerie Vasquez (2006)
- Amy Ried (2006)
- Baker's Dozen 8 (2006)
- Big Breast Amateur Girls 1 (2006)
- Big Natural Titties 2 (2006)
- Big Tit Patrol 4 (2006)
- Big Wet Tits 3 (2006)
- Blazed and Confused 2 (2006)
- Boobaholics Anonymous 2 (2006)
- Boobstravaganza 2 (2006)
- Bra Bustin and Deep Thrustin (2006)
- Brandi Belle 1 (2006)
- Breakin' 'Em In 9 (2006)
- Breast Worship 1 (2006)
- Butter Bags 2 (2006)
- Craving Big Cocks 13 (2006)
- Creamy on the Inside (2006)
- Cum Buckets 6 (2006)
- Cum Stained Casting Couch 6 (2006)
- Dirty Dan's POV 1 (2006)
- Elite 1 (2006)
- Filthy 1 (2006)
- Finger Licking Good 3 (2006)
- Fishnets 5 (2006)
- Girl Next Door 1 (2006)
- Girls Hunting Girls 8 (2006)
- Her First Lesbian Sex 9 (2006)
- I Got The Biggest Tits! Wet T-shirt Contest 9 (2006)
- I Love Amy (2006)
- Lesbian Training 2 (2006)
- Licking Pussy 12 Ways 1 (2006)
- Meet the Twins 3 (2006)
- My Dirty Angels 2 (2006)
- My Plaything: Amy Ried (2006)
- Natural Knockers 5 (2006)
- Naturals 1 (2006)
- Naughty Office 5 (2006)
- New Whores On The Block 1 (2006)
- Nylon Couples (2006)
- POV Fantasy 6 (2006)
- Pussy Foot'n 16 (2006)
- Sapphic Liaisons 2 (2006)
- Share My Cock 2 (2006)
- Slut Puppies 2 (2006)
- Strap Attack 5 (2006)
- Super Naturals 4 (2006)
- Sweet Cream Pies 2 (2006)
- Teen Tryouts Audition 49 (2006)
- Teens Too Pretty for Porn 4 (2006)
- Throb 1 (2006)
- Tight Teen 1 (2006)
- Tits Ahoy 4 (2006)
- Tittyland 2 (2006)
- Trophy Whores 2 (2006)
- Virtual Vivid Girl: Sunny Leone (2006)
- Vulvapalooza (2006)
- Weapons of Ass Destruction 5 (2006)
- Young Girls With Big Tits 7 (2006)
- About Face 5 (2007)
- Addicted 3 (2007)
- All Alone 2 (2007)
- Anal Cavity Search 3 (2007)
- Big Naturals 4 (2007)
- Boob Bangers 4 (2007)
- Cum In My Ass Not In My Mouth 5 (2007)
- Deep Throat This 35 (2007)
- Dreamgirlz 1 (2007)
- Elite 2 (2007)
- Fresh Outta High School 3 (2007)
- Gag Holes 1 (2007)
- Girls on Film Solo Edition 1 (2007)
- Goo 4 Two 5 (2007)
- House of Legs 26: Piero's Nylons (2007)
- Internal Injections 1 (2007)
- Jack's Big Tit Show 4 (2007)
- Keep 'Em Cummin' 2 (2007)
- Meet the Twins 9 (2007)
- MILF Invaders 5 (2007)
- My First Lesbian Experience 2 (2007)
- Naturally Yours 1 (2007)
- Naughty College School Girls 40 (2007)
- P.O. Verted 6 (2007)
- Penny Flame's Out of Control (2007)
- Pin Up Honeys 2 (2007)
- POV Pervert 9 (2007)
- Pretty Pussies Please 3 (2007)
- Pure Sextacy 2 (2007)
- Ready Wet Go 4 (2007)
- Semen Sippers 6 (2007)
- Share My Cock 9 (2007)
- We Live Together.com 1 (2007)
- Young Girls With Big Tits 1 (2007)
- P.O. Verted 6 (2007)
- Penny Flame's Out of Control (2007)
- Pin Up Honeys 2 (2007)
- POV Pervert 9 (2007)
- Pretty Pussies Please 3 (2007)
- Pure Sextacy 2 (2007)
- Ready Wet Go 4 (2007)
- Semen Sippers 6 (2007)
- Share My Cock 9 (2007)
- We Live Together.com 1 (2007)
- Young Girls With Big Tits 1 (2007)
- All About Eva Angelina  (2008)
- American Pinup  (2008)
- Amy Ried Story (2008)
- Ass Cleavage 9 (2008)
- Big Boob Orgy 1 (2008)
- Big Wet Asses 13 (2008)
- Big Wet Tits 7 (2008)
- Cream Filled Cookies (2008)
- Cum Buckets 8 (2008)
- Cum Hungry Leave Full 5 (2008)
- Doll House 3 (2008)
- Dream Team (2008)
- Everybody Loves Big Boobies 4 (2008)
- Fantasy All Stars 9 (2008)
- First Time Ball Busters 1 (2008)
- Housewives Hunting Housewives (2008)
- Hush Girls Vacation: Winter Edition  (2008)
- Innocent Until Proven Filthy 3 (2008)
- Liar's Club (2008)
- Lipstick Lesbian Orgy (2008)
- Load Warriors 1 (2008)
- Matt's Models 6 (2008)
- Mr. Big Dicks Hot Chicks 3 (2008)
- My Evil Sluts 3 (2008)
- My Sister's Hot Friend 15 (2008)
- No Man's Land 44 (2008)
- Nylons 3 (2008)
- Pornstars Like It Big 4 (2008)
- POV Centerfolds 7 (2008)
- Real Wife Stories 1 (2008)
- Squirt Inspector (2008)
- Swimsuit Calendar Girls 1 (2008)
- Top Shelf 1 (2008)
- Top Ten (2008)
- Trust Justice 2 (2008)
- 30 Rock: A XXX Parody (2009)
- Battle Of The Babes: Alektra vs Amy Ried (2009)
- Big Naturals 12 (2009)
- Dirty Blondes (II) (2009)
- Do Me Wet (2009)
- Doctor Adventures.com 4 (2009)
- Double D's and Derrieres 4 (2009)
- Flexible Positions 2 (2009)
- Fox Holes (2009)
- Girls Banging Girls 4 (2009)
- Glamour Girls 1 (2009)
- How to Strip Like a Pro (2009)
- I Love Pretty Pussies (2009)
- Just Tease 1 (2009)
- Justice for Raw (2009)
- Magical Feet 2 (2009)
- Mr. Big Dicks Hot Chicks 4 (2009)
- My Dirty Angels 18 (2009)
- Pornstars Like It Big 7 (2009)
- POV Overdose 2 (2009)
- Riedality (2009)
- Shot Glasses 2 (2009)
- Spit In Your Face (2009)
- All About Amy Ried (2010)
- All-Star Overdose (2010)
- Ashlynn Brooke's Lesbian Fantasies 2 (2010)
- Bang Bus 30 (2010)
- Candy Ass (2010)
- Deep Anal Drilling 1 (2010)
- Deep Anal Drilling 2 (2010)
- Fox Holes 2 (2010)
- Glamorous (2010)
- Go Big Or Go Home (2010)
- Jules Jordan's Ass Stretchers POV 2 (2010)
- My Dad's Hot Girlfriend 5 (2010)
- Naughty Neighbors 1 (II) (2010)
- Outnumbered 5 (2010)
- Sex Girlz (2010)
- She's Asstastic (2010)
- Vice City Porn (2010)
- Young Guns (2010)
- America's Next Top Model: A XXX Porn Parody (2011)
- Amy's Amateurs (2011)
- Baby Got Boobs 7 (2011)
- Big Tit Cream Pie 12 (2011)
- Big Tits at School 12 (2011)
- Big Tits Round Asses 23 (2011)
- Breast in Class 1: Naturally Gifted (2011)
- Can He Score 6 (2011)
- Car Wash Girls 2 (2011)
- Cruel Media Conquers Los Angeles (2011)
- Innocent Until Proven Filthy 9 (2011)
- Legendary Angels (2011)
- Mandingo Massacre 2 (2011)
- Natural (2011)
- Oil Overload 5 (2011)
- On My Own: Brunette Edition (2011)
- Once You Go Black 6 (2011)
- Pool Orgy (2011)
- Real Big Tits 5 (2011)
- Spunkmouth 6 (2011)
- 25 Sexiest Boobs Ever (2012)
- Amazing Headlights 2 (2012)
- Big Tits at Work 16 (2012)
- Big Titty Committee 2 (2012)
- Big Titty Time (2012)
- Creamy Filling 2 (2012)
- High Class Ass 2 (2012)
- Hollywood Heartbreakers 1 (2012)
- James Deen Does Them All (2012)
- Jules Jordan: The Lost Tapes 2: POV Edition (2012)
- Just Tease 3 (2012)
- Pornstar Spa (2012)
- Sexy Little Things (2012)
- Young Girls Play Dirty (2012)
- Between the Cheeks (2013)
- Bra Busters 4 (2013)
- Grade A Ass (2013)
- Greatest Tits (2013)
- Hungry Mouths Need Cum 2 (2013)
- Jules Jordan: The Lost Tapes 4 (2013)
- Touched By Some Anal (2013)
- We're Young and Love to Lick Pussy (2013)
- Orgies (2014)

### Regista
- Do Me Wet (2009)
- Riedality (2009)
- Amy's Amateurs (2011)